# Wildhaus
Wildhaus és una població del cantó suís de Sankt Gallen, Suïssa i un antic municipi que des de 2010 es va fusionar formant el municipi de Wildhaus-Alt St. Johann. Té 1200 habitants (2008).
El reformador protestant Huldrych Zwingli nasqué a Wildhaus l'any 1484. Es pot visitar la casa on ell va néixer.

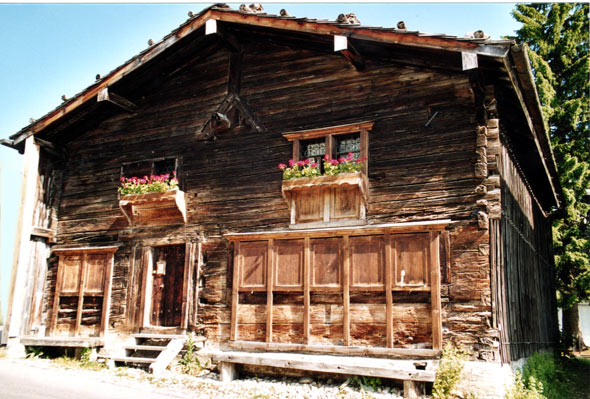
Casa on va néixer Zwingli

La casa de naixement de Zwingli al carrer Lisighus 167 i està llistada com un lloc d'importància cultural significativa a Suïssa.

## Religió
Segons el cens de l'any 2000 el 37,1% dels seus residents són catòlics mentre el 45,4% pertanyen a l'Església reformada Suïssa.